# Wachskürbis
Der Wachskürbis (Benincasa hispida), auch Wintermelone genannt, war die einzige Pflanzenart aus der Gattung Wachskürbisse (Benincasa) innerhalb der Familie der Kürbisgewächse (Cucurbitaceae), bis 2011 eine zweite Art beschrieben wurde. Die Früchte werden in Asien als Gemüse verwendet.

## Beschreibung

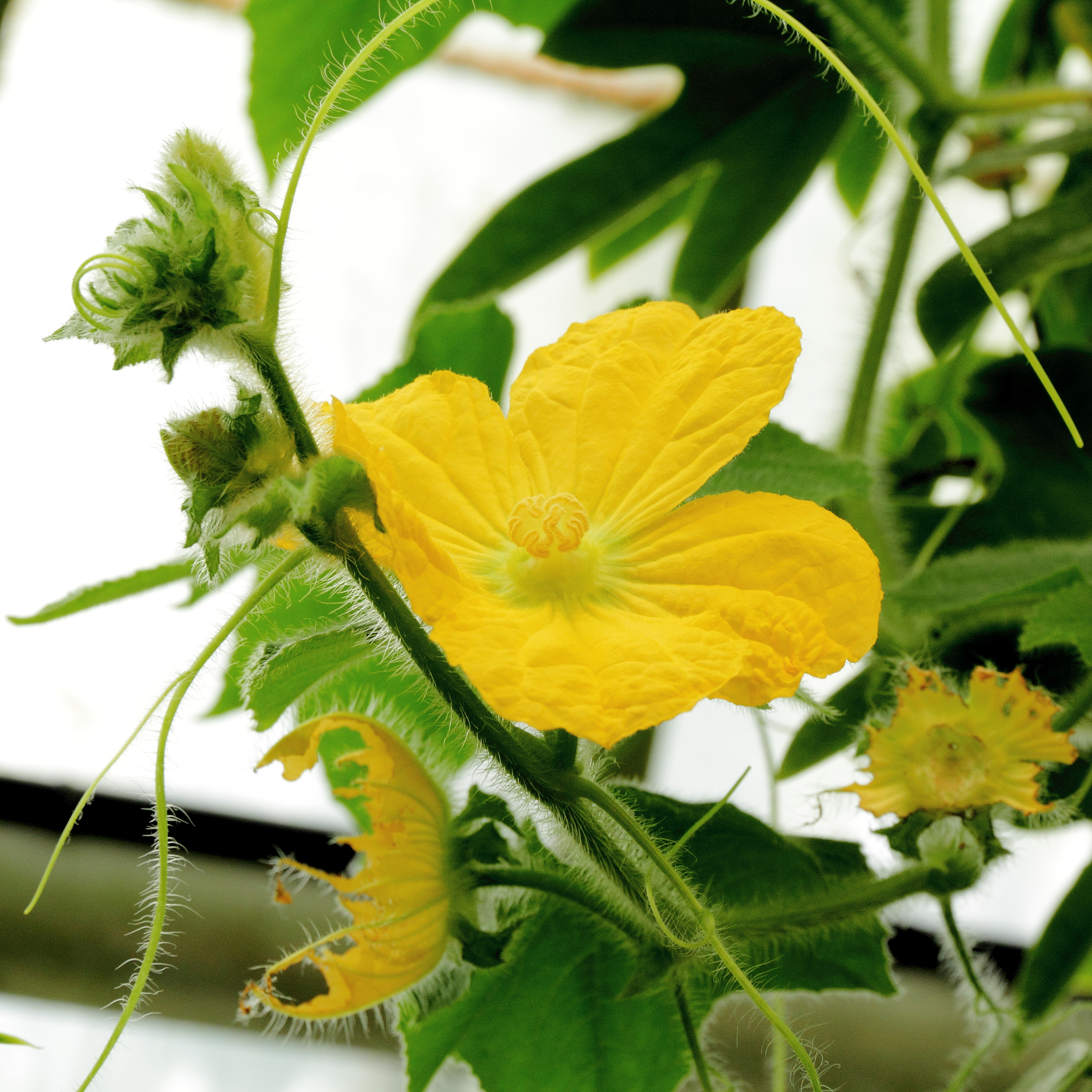
Männliche Blüte und Sprossachse mit Ranken

### Vegetative Merkmale
Der Wachskürbis bildet lange und  verzweigte Lianen. Die Sprossenachsen sind mehr oder weniger langborstig behaart, die mehr oder weniger behaarten Ranken sind zwei- oder dreiteilig, sie entstehen an den Knoten.
Die wechselständig angeordneten Laubblätter sind in Blattstiel und -spreite gegliedert. Die robusten und borstigen Blattstiele sind mit einer Länge von bis 20 Zentimetern relativ lang. Die einfache Blattspreite ist bei einer Länge und Breite von 20 bis 25 Zentimetern im Umriss breit-eiförmigen und oft mehr oder weniger gelappt oder ganz sowie herz- bis pfeilförmig mit spitzem oberen Ende. Die Blattunterseite ist dicht und die -oberseite spärlicher borstig. Der Rand ist gekerbt oder gesägt bis feiner oder gröber gezähnt und die Nervatur ist handförmig. Nach Zerquetschen geben sie einen unangenehmen Geruch ab. Nebenblätter fehlen, es sind kleine „Probrakteen“ (Probracts) vorhanden.

### Generative Merkmale
Benincasa hispida ist einhäusig getrenntgeschlechtig (monözisch), männliche wie weibliche Blüten stehen einzeln in den Blattachseln. Die männlichen Blüten sind lang gestielt, die weiblichen sind kürzer gestielt und die Blütenstiele sind borstig behaart.
Die  auffällig großen, funktionell eingeschlechtigen Blüten sind fünfzählig und besitzen eine doppelte Blütenhülle. Der weich behaarte Blütenbecher (Hypanthium) ist flach becherförmig. Die schmal-dreieckigen oder dreieckigen und gelappten bis grob gezähnten Zipfel der Kelchblätter sind weich behaart und bis 10 bis 12 Millimeter lang. Die verkehrt-eiförmigen und innen feiner, außen länger behaarten und gelben Kronblätter sind fast frei und bis 5 Zentimeter lang. Die fünf kurzen Staubblätter sind frei, vier sind paarig verwachsen eines ist frei. Der dicht und lang, weichborstig behaarte Fruchtknoten der weiblichen Blüten ist unterständig, unterhalb des Blütenbechers, mit kurzem Griffel und gelappter, welliger Narbe. Bei den weibliche Blüten sind oft kleine Staminodien mit oft Antheroden ausgebildet, bei den männlichen kann ein reduzierter Pistillode vorhanden sein. Es ist jeweils ein behaarter Diskus vorhanden.
Die fast kahlen, vielsamigen Früchte, Beeren (Panzerbeere, Scheinfrucht) sind 20 bis über 60 Zentimeter lang und besitzen eine dicke, mehr oder weniger wachsige Cuticula, von der sich auch der Trivialname „Wachsmelone“ ableitet. Die Schale der Früchte ist hart und trocken, auf ihr sitzt das weißliche Wachs. Junge Früchte sind borstig behaart und verkahlen dann.
Die Früchte können bei Kultursorten bis zu 40 Kilogramm schwer werden. Die Form ist je nach Cultivar verschieden, es gibt längliche, die bis über einen Meter lang werden, aber auch kleinere, ellipsoide bis mehr oder weniger eiförmige und kugelige oder nierenförmige Formen. Die Farbe ist grün mit weniger oder mehr hellen Flecken. Das Fruchtfleisch ist weiß, knackig und saftig. Der Wassergehalt beträgt rund 96 %, der Kohlenhydratgehalt ist sehr gering. Die Früchte werden auch „Wintermelonen“ genannt, da sie bis zu einem Jahr gelagert werden können. Die vielen, etwas abgeflachten, eiförmigen und beigen Samen sind bis 1–1,5 Zentimeter lang.
Die Chromosomenzahl beträgt 2n = 24.

## Systematik
Benannt wurde die Gattung 1818 von Gaetano Savi nach Joseph Goodenhuyse (Guidenhuize), italienisiert Giuseppe Casabona bzw. Benincasa (1500–1595). Er kam aus Flandern und war Leiter des Botanischen Gartens ins Florenz und Pisa. Das Art-Epitheton hispida bezieht sich auf die behaarten Blätter und Früchte. Zuvor war die Art von Carl Peter Thunberg als Cucurbita hispida zu den Kürbissen (Cucurbita) gestellt worden.
Die Gattung Benincasa gehört zur Tribus Benincaseae in der Unterfamilie Cucurbitoideae innerhalb der Familie Cucurbitaceae. Die nächst verwandte Gattung ist Praecitrullus.
Bis durch Hanno Schaefer und Susanne Renner 2011 eine zweite Art erstbeschrieben wurde, war die Gattung Benincasa monotypisch.

## Verbreitung und Anbau

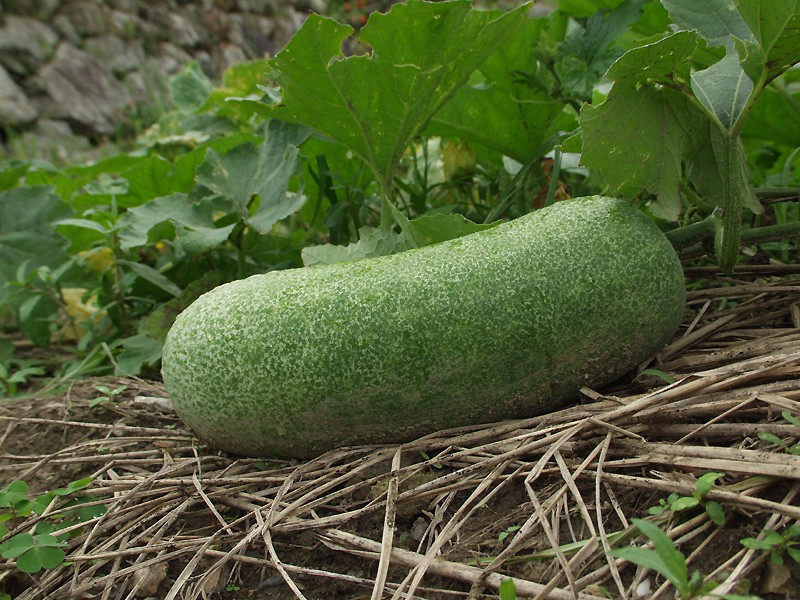
Frucht kurz vor der Reife

Der Wachskürbis wird in weiten Teilen Süd-, Südost- und Ostasiens angebaut, besonders in China, Indien und auf den Philippinen. In Lateinamerika und in der Karibik wird er von Immigranten angebaut. Der Ursprung der Art wurde in Südostasien vermutet, kleinfrüchtige Wildpopulationen (Benincasa hispida var. pruriens, Syn.: Benincasa pruriens (Seem.) W.J. de Wilde & Duyfjes) wurden in Südchina, Indonesien, Japan, Australien und einigen südpazifischen Inseln gefunden. Kultiviert wird die Art seit mindestens 2300 Jahren. Als Ursprungsgebiet gelten Papua-Neuguinea, die Salomonen und Queensland.
Am besten gedeiht der Wachskürbis in warmen (über 25 °C), sonnigen und mäßig trockenen Gebieten der Tropen in Höhenlagen unterhalb von 1500 Metern. Aufgrund des schnellen Wachstums kann sie aber auch in gemäßigten Breiten gezogen werden. In den Tropen sind zwei Ernten pro Jahr möglich.
Im Garten werden die Pflanzen an Hauswänden, an Bambusgerüsten oder auf Bäume rankend gezogen. Im kommerziellen Anbau werden sie am Boden oder an Spalieren gezogen. Der Wachskürbis ist relativ trockentolerant, nach ein bis zwei Wochen Trockenheit benötigt er jedoch Bewässerung.
Unreife Früchte werden rund eine Woche nach der Blüte geerntet, reife Früchte nach zwei bis drei Monaten. Im Spalierbau werden rund zwei Kilogramm Samen pro Hektar ausgesät, die rund 8000 Pflanzen ergeben. Die Ernte beträgt dann bis zu 20 Tonnen.
Gegen Krankheiten und Schädlinge ist der Wachskürbis relativ unempfindlich. Da er auch gegen Bodenkrankheiten unempfindlich ist, wird er manchmal als Pfropfunterlage verwendet.

## Verwendung

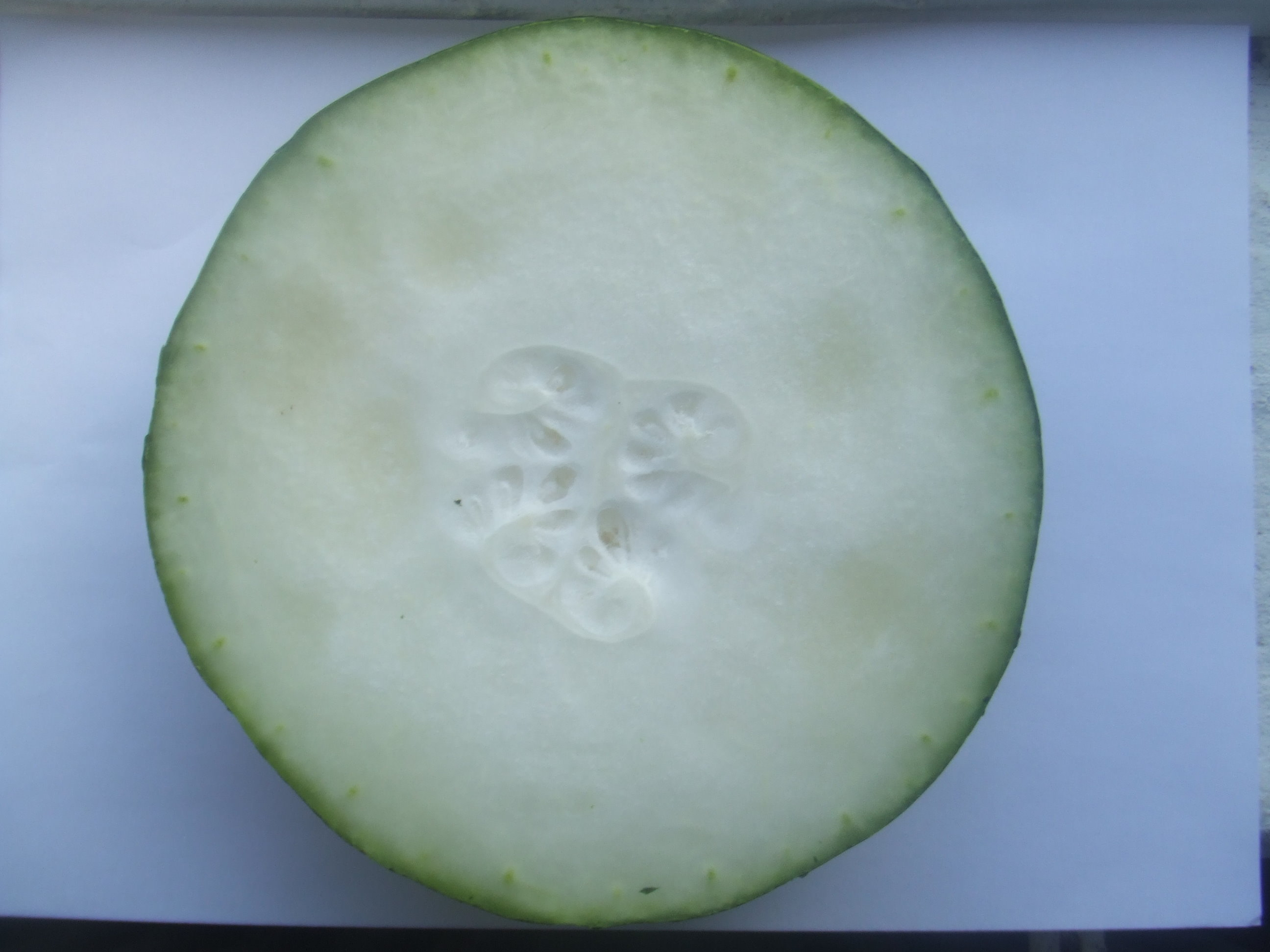
Querschnitt durch erntereife Frucht

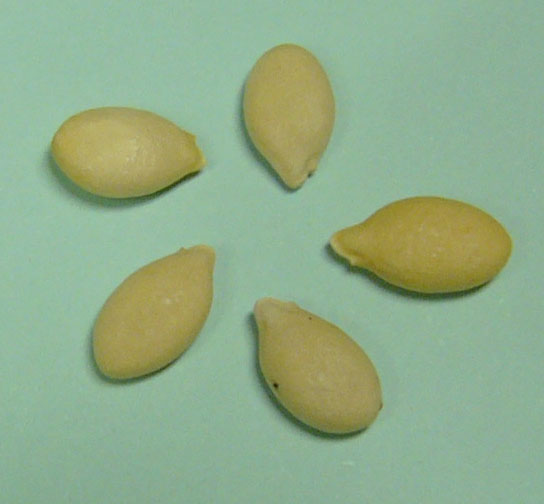
Samen

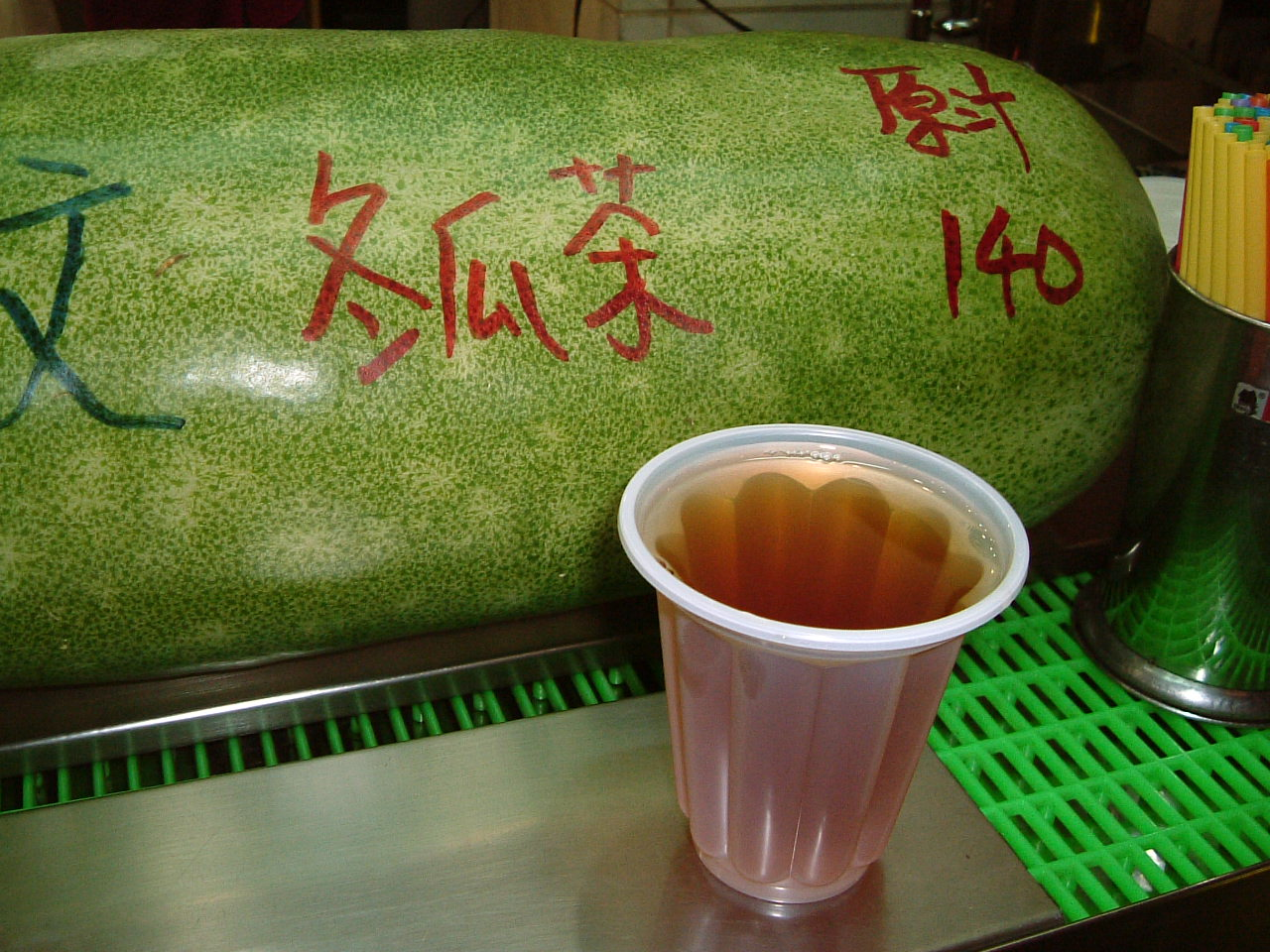
Wintermelonentee in Taiwan

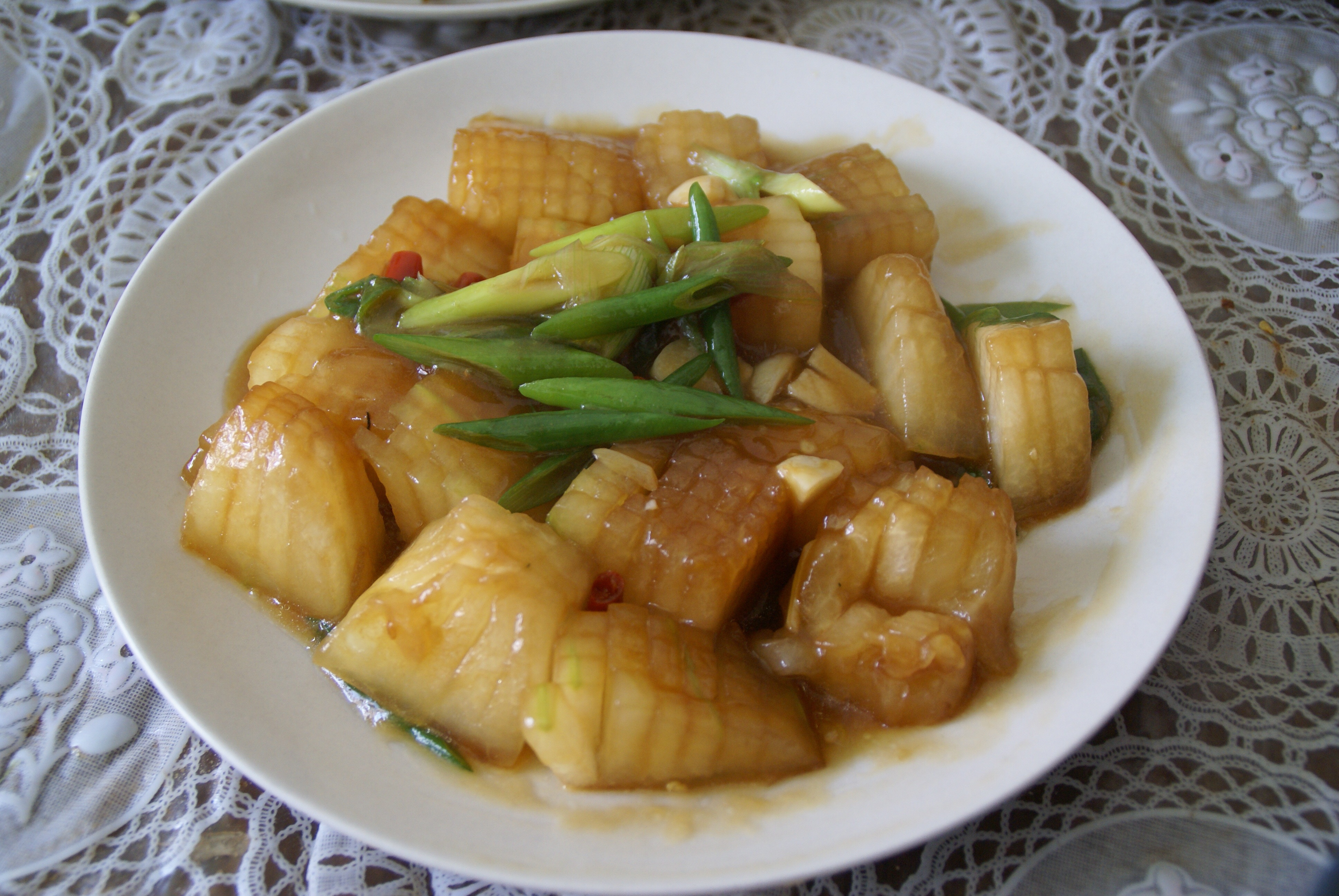
Kristal-Wintermelone, 水晶冬瓜

Reife wie unreife Früchte werden roh, gekocht oder eingemacht verzehrt. Reife Früchte werden in China unter anderem zu Suppe verarbeitet. Dabei wird bei festlichen Anlässen die ausgehöhlte und mit Schnitzereien verzierte Rinde als Suppenschüssel verwendet. In Indien werden die Früchte in Stücke geschnitten in Zuckersirup gekocht und zu einem Konfekt namens Petha verarbeitet. Hier wird sie auch manchmal bei Hochzeiten als Glücksbringer überreicht. In Vietnam, wo die Frucht Bí đao heißt, wird sie zusammen mit Knoblauch, Zwiebel, Kohl und Fischsauce zu einem beliebten Pfannengericht (Bí đao xào) verarbeitet.
Junge Blätter, Rankenspitzen und Blütenknospen werden gekocht als Gemüse verzehrt. Samen, Früchte, Blätter und Wurzeln werden in Süd- und Ostasien in vielfältiger Weise als Heilmittel eingesetzt, zum Beispiel in der traditionellen chinesischen Medizin (TCM) und im indischen Ayurveda. Nach der TCM soll Dong Gua (冬瓜) harntreibend, blutzuckersenkend, blutdrucksenkend und entzündungshemmend wirken. Zubereitungen von Dong Gua werden bei stressbedingt auftretenden Magengeschwüren eingesetzt und sollen die Gefahr der Erkrankung der Herzgefäße und von Erkrankungen an Magengeschwüren vermindern. Die essentiellen Fettsäuren aus dem Samenöl sollen die Haut sanft und geschmeidig machen, während weitere enthaltene Wirkstoffe Fieber und Wurmbefall abwehren sollen.
Das Wachs, das auch nach der Ernte weiter gebildet wird, wird manchmal zu Kerzen verarbeitet.